# Senotainia rossica
Senotainia rossica är en tvåvingeart som beskrevs av Boris Borisovitsch Rohdendorf 1935. Senotainia rossica ingår i släktet Senotainia och familjen köttflugor. Inga underarter finns listade i Catalogue of Life.